# Tomta, Näsbyn och Hagen
Tomta, Näsbyn och Hagen är en tätort i Hudiksvalls kommun, Gävleborgs län. Den omfattar bebyggelse i byarna Näsbyn, Hagen och Bredåker i Delsbo socken, belägna strax nordost om Delsbo.
Bebyggelsen var före 2018 avgränsad till en småort av SCB namnsatt till Näsbyn och Bredåker

## Befolkningsutveckling
| Befolkningsutvecklingen i Näsbyn och Bredåker/Tomta, Näsbyn och Hagen 1990–2020 | Befolkningsutvecklingen i Näsbyn och Bredåker/Tomta, Näsbyn och Hagen 1990–2020 | Befolkningsutvecklingen i Näsbyn och Bredåker/Tomta, Näsbyn och Hagen 1990–2020 | Befolkningsutvecklingen i Näsbyn och Bredåker/Tomta, Näsbyn och Hagen 1990–2020 | Befolkningsutvecklingen i Näsbyn och Bredåker/Tomta, Näsbyn och Hagen 1990–2020 |
| ------------------------------------------------------------------------------- | ------------------------------------------------------------------------------- | ------------------------------------------------------------------------------- | ------------------------------------------------------------------------------- | ------------------------------------------------------------------------------- |
|                                                                                 |                                                                                 |                                                                                 |                                                                                 |                                                                                 |
| År                                                                              |                                                                                 |                                                                                 | Folkmängd                                                                       | Areal (ha)                                                                      |
| 1990                                                                            | 1990                                                                            |                                                                                 | 103                                                                             | 41#                                                                             |
| 1995                                                                            | 1995                                                                            |                                                                                 | 103                                                                             | 43#                                                                             |
| 2000                                                                            | 2000                                                                            |                                                                                 | 95                                                                              | 43#                                                                             |
| 2005                                                                            | 2005                                                                            |                                                                                 | 83                                                                              | 43#                                                                             |
| 2010                                                                            | 2010                                                                            |                                                                                 | 88                                                                              | 43#                                                                             |
| 2015                                                                            | 2015                                                                            |                                                                                 | 151                                                                             | 78                                                                              |
| 2020                                                                            | 2020                                                                            |                                                                                 | 215                                                                             | 96                                                                              |
| Anm.: # Som småort.                                                             |                                                                                 |                                                                                 |                                                                                 |                                                                                 |